# Plaza San Enrique
La Plaza San Enrique se ubica en Santiago de Chile, al final de Avenida Las Condes y marca el inicio a las avenidas y senderos precordilleranos de El Arrayán, y el Santuario de la Naturaleza del mismo nombre), siendo también el sector donde comienza el camino a Farellones. Queda entre las calles Pastor Fernández, Avenida Las Condes y San Enrique. El lugar no sólo es un punto de encuentro y referencial de La Dehesa, Las Condes y Lo Barnechea, en el sector convergen restaurantes y discotecas.

## Historia
La plaza forma parte del camino incaico de Las Minas. En los años finales del siglo XIX comenzaron los primeros tramos que anteriormente correspondían solo a haciendas repartidas en los tiempos de la colonia. Por esa época se fundó el pueblo Lo Barnechea, que era un campamento relacionado con la mina La Disputada de Las Condes. 
Desde los años 30 empezaron las primeras subdivisiones de las primeras haciendas, cambiando el perfil histórico del lugar de manera progresiva a través del siglo XX. Poco a poco, los sectores de bajos recursos quedaron relegados a cierto sector a orillas del Río Mapocho mientras que gran parte del territorio restante continuó la lógica de los barrios de la zona oriente de Santiago de aglutinar las capas medias y altas de la sociedad. 
En las décadas de 1950 y 1960 hubo una serie de salones de té y restaurantes.[cita requerida] En 1981 se desprende de la comuna de Las Condes y comienza un período de esplendor, vinculada a un gran número de construcciones orientadas a los estratos altos durante la dictadura militar. 
Desde los años 1990 se vitalizó la función administrativa de la comuna instalándose en una de sus esquina la Municipalidad de Lo Barnechea y la Plaza San Enrique toma el carácter referencial por la que es conocida. A fines de esa década, fue también uno de los más importantes centros de recreación nocturna, condición que sigue detentando con locales.
A mediados de la década de 2010, el entorno de la plaza sufrió una reconversión luego del cierre de varias discotecas o el cambio de rubro de dichos locales. Tras una serie de desórdenes y delitos ocurridos en el sector, en marzo de 2018 la municipalidad de Lo Barnechea restringió el horario de venta de alcoholes en los locales del sector.